# Premi al Museu Europeu de l'Any
El Premi al Museu Europeu de l'Any, més conegut pel seu nom en anglès European Museum of the Year Award (EMYA ) és un premi que es lliura cada any, atorgat pel Fòrum dels Museus Europeus sota els auspicis del Consell d'Europa. L'EMYA és considerat el premi anual més important del sector museístic europeu.
El premi va ser instaurat l'any 1977 pel periodista britànic Kenneth Hudson, l'acadèmic britànic Richard Hoggart i John Letts, sota els auspicis del Consell d'Europa